# Cima del Bosco (Alpi Cozie)
La Cima del Bosco è una montagna delle Alpi Cozie alta 2.377 m., posta in alta Val Susa, interessando i comuni di Cesana Torinese e di Sauze di Cesana, entrambi in Provincia di Torino.
Il nome fa riferimento al fitto bosco che ammanta il monte, soprattutto sul versante nord.

## Descrizione

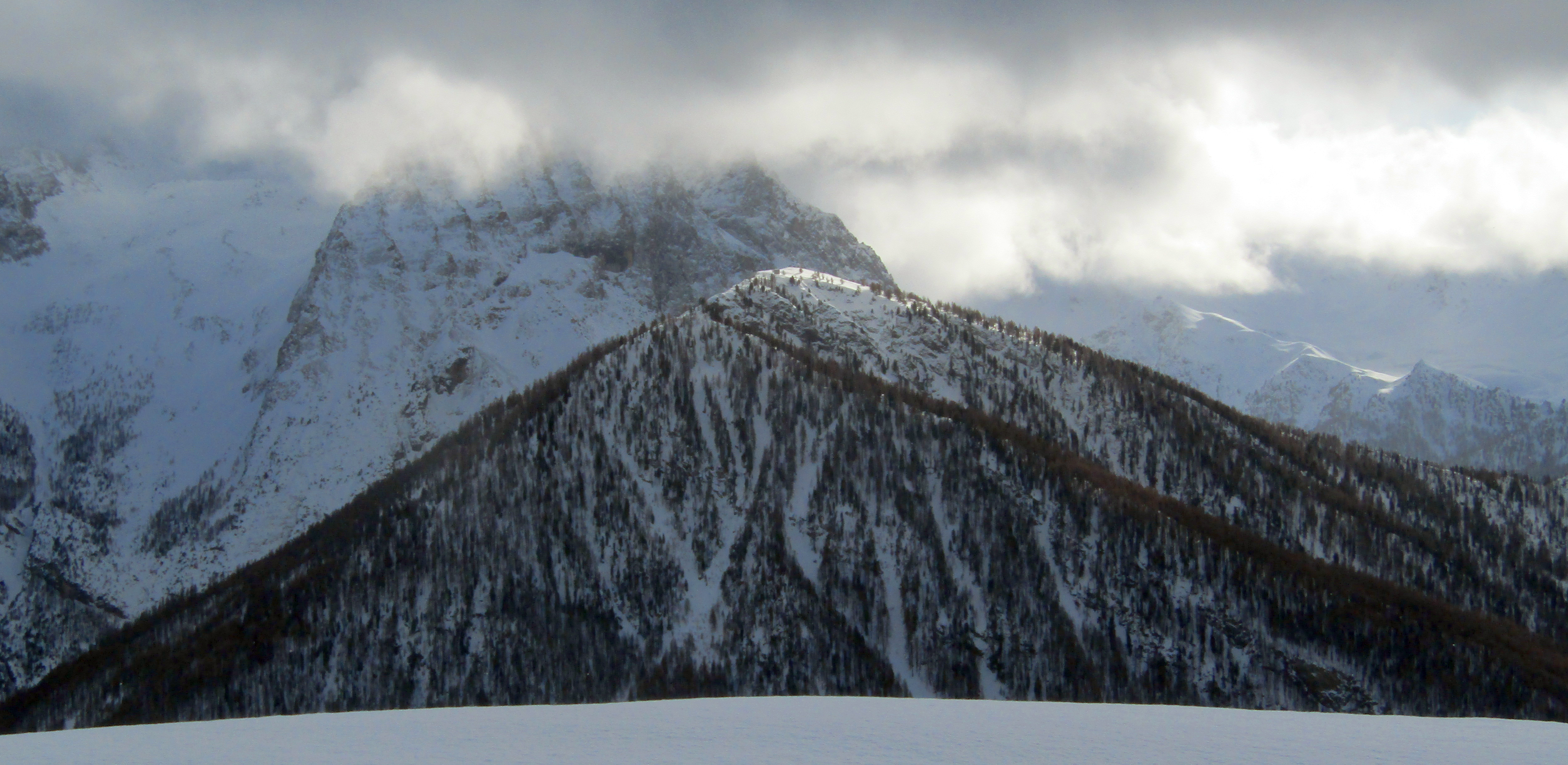
Vista dal Sestriere

La montagna è l'ultima elevazione importante dello spartiacque che si origina dalla Punta Ramiere e divide la Valle Argentera dalla Val Thures. Lungo il crinale principale, il Colle Chalvet (2.325 m) la separa a sud dal Monte Furgon.
Verso nord si dipartono dalla cima due costoloni: il primo scende verso Sauze di Cesana mentre il secondo, dopo aver recuperato quota con la modesta Punta Chalvet (2.122 m), si va ad esaurire nei pressi di Bousson.
Mentre il versante settentrionale è quasi totalmente ricoperto da fitti boschi di conifere i versanti esposti ad est (Valle Argentiera) e ad ovest (Valle di Thures) sono in buona parte prativi.
Sul punto culminante si trova una piccola cappella.

## Storia
Nei pressi della cima all'inizio del XX secolo vennero costruite alcune postazioni di artiglieria, oggi ridotte a rovine ma utilizzate dalla G.A.F. negli anni che portarono alla Seconda guerra mondiale.

Sulla cima della montagna è stata eretta una chiesetta in memoria delle vittime del gravissimo incidente che nel 2003 costò la vita ai sei occupanti di un elicottero.
Quattro sciatori, la loro guida alpina e il pilota del velivolo persero la vita nello schianto del mezzo avvenuto nei pressi della vicina Punta Ciatagnera.

Il piccolo edificio può, all'occorrenza, fungere da ricovero di emergenza.
Nel febbraio del 2021, in un canalone nei pressi del col Chalvet, lungo il versante che scende sulla Valle Argentera, morì travolto da una valanga il famoso alpinista Cala Cimenti.

## Accesso alla vetta

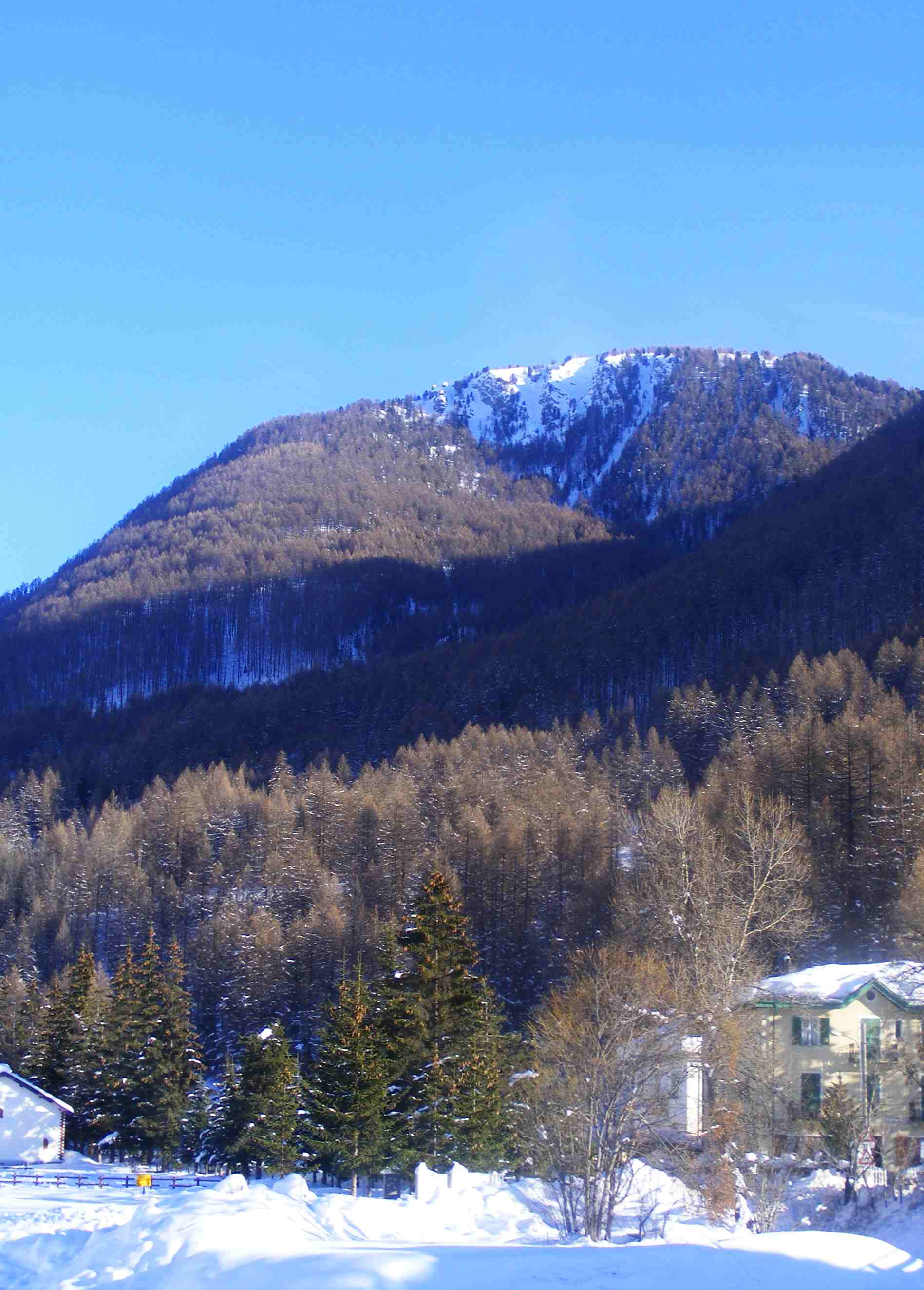
Il versante nord visto da Bousson

La cima è raggiungibile per sentiero dalla frazione Thures del comune di Cesana e dalla frazione Rollières di Sauze di Cesana; esiste inoltre un vecchio sterrato militare che sale per il versante orientale da Sauze di Cesana.

L'accesso con la Mountain bike dal Ponte delle Albere, nei pressi di Sauze di Cesana, è piuttosto impegnativo e con difficoltà stimata in BCA (percorso per buoni ciclisti alpinisti). 

La salita da Thures è anche uno dei più classici itinerari sci-alpinistici valsusini, non difficile e con un rischio di valanghe relativamente modesto; è percorribile anche con le ciaspole.

Anche la salita per il versante nord con partenza da Rollières o da Sauze di Cesana è un'escursione molto apprezzata dagli amanti delle racchette da neve.

Dalla cima si gode di un panorama molto ampio, limitato solo verso sud dalla mole del Monte Furgon.